# Distretto di Mahottari
Il distretto di Mahottari è uno dei 77 distretti del Nepal, in seguito alla riforma costituzionale del 2015 fa parte della provincia di Madhesh.
Il capoluogo è Jaleshwor.
Geograficamente il distretto appartiene alla zona pianeggiante del Terai.
Il principale gruppo etnico presente nel distretto sono i Yadav.

## Municipalità
Il distretto è suddiviso in quindici municipalità, dieci urbane e cinque rurali: 
Urbane
- Aurahi, Mahottari
- Balawa
- Bardibas
- Bhangaha
- Gaushala Bazar
- Jaleshwar
- Loharpatti
- ManaraShiswa
- Matihani, Nepal
- Ramgopalpur

Rurali
- Ekdara
- Mahottari Rural Municipality
- Pipra, Mahottari
- Samsi
- Sonama